# Alleanza Popolare dei Democratici Sammarinesi per la Repubblica
Die Alleanza Popolare dei Democratici Sammarinesi per la Repubblica („Volksbündnis der Demokraten San Marinos für die Republik“), abgekürzt APDS, war eine politische Partei in San Marino. Sie verstand sich als liberal.
Bei den Parlamentswahlen 2001 wurde sie mit 8,23 % der Stimmen viertstärkste Kraft und errang so 5 der insgesamt 60 Mandate des Consiglio Grande e Generale. Sie war danach in der Opposition zur christdemokratisch-sozialistischen Regierungskoalition. Von Oktober 2003 bis März 2004 stellte sie jedoch mit Valeria Ciavatta eines der beiden Staatsoberhäupter (Capitano Reggente). Bei den Wahlen 2006 erreichte sie 12,1 % der Stimmen und einigte sich zusammen mit der PSD (Partei der Sozialisten und Demokraten, 31,8 %) und Vereinigter Linke (8,7 %) zu einer sozialistisch-liberalen Regierungskoalition.